# Solidago gigantea
La verga d'oro maggiore (nome scientifico Solidago gigantea Aiton, 1789)  è una specie di pianta angiosperma dicotiledone della famiglia delle Asteraceae (sottofamiglia Asteroideae, tribù Astereae (North American lineage) e sottotribù Solidagininae).

## Etimologia
L'etimologia del nome generico (Solidago) è controversa, ma in ogni caso fa riferimento alle proprietà medicamentose di varie specie di questo genere, e potrebbe derivare dal latino solido il cui significato è “consolidare, rinforzare” e quindi anche “guarire del tutto”.  L'epiteto specifico (gigantea) deriva dal latino "giganteus" (= di dimensioni o proporzioni straordinarie).
Il nome scientifico accettato (Solidago gigantea) è stato proposto dal botanico britannico William Aiton (1731 – 1793) nella pubblicazione del 1789 Hortus Kewensis, un catalogo delle specie coltivate nel Royal Botanic Gardens di Kew.

## Descrizione

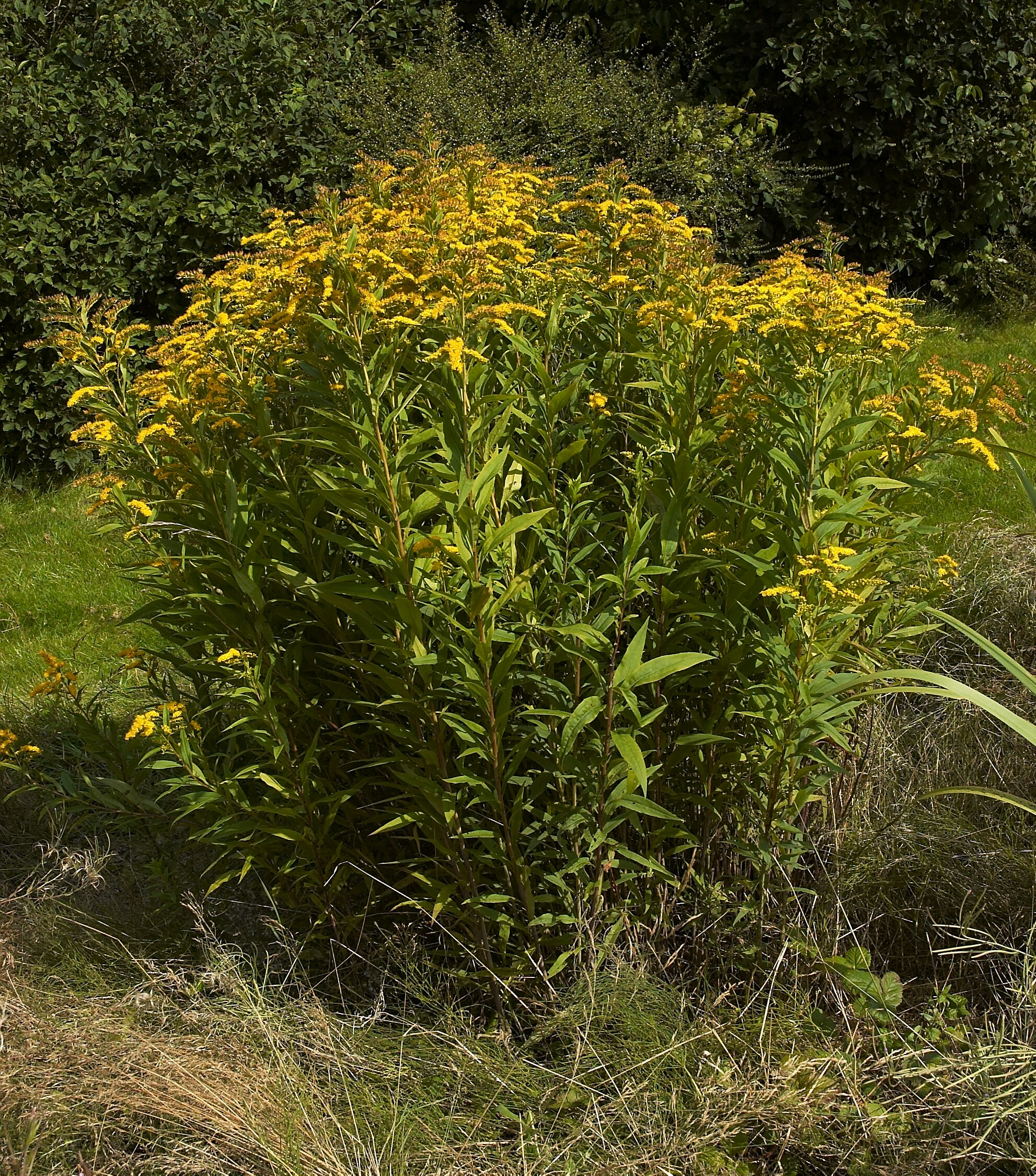
Il portamento

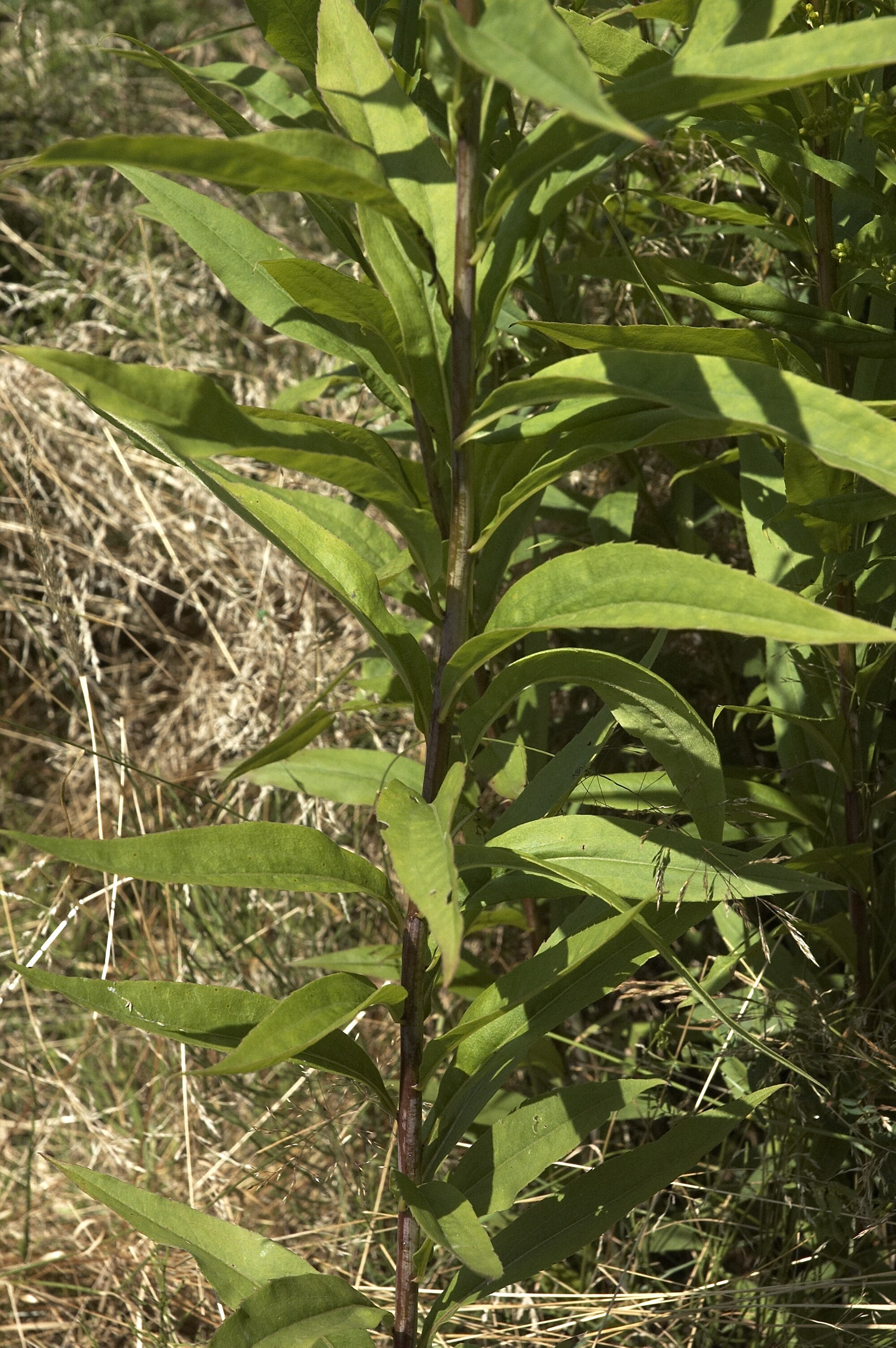
Fusto con foglie

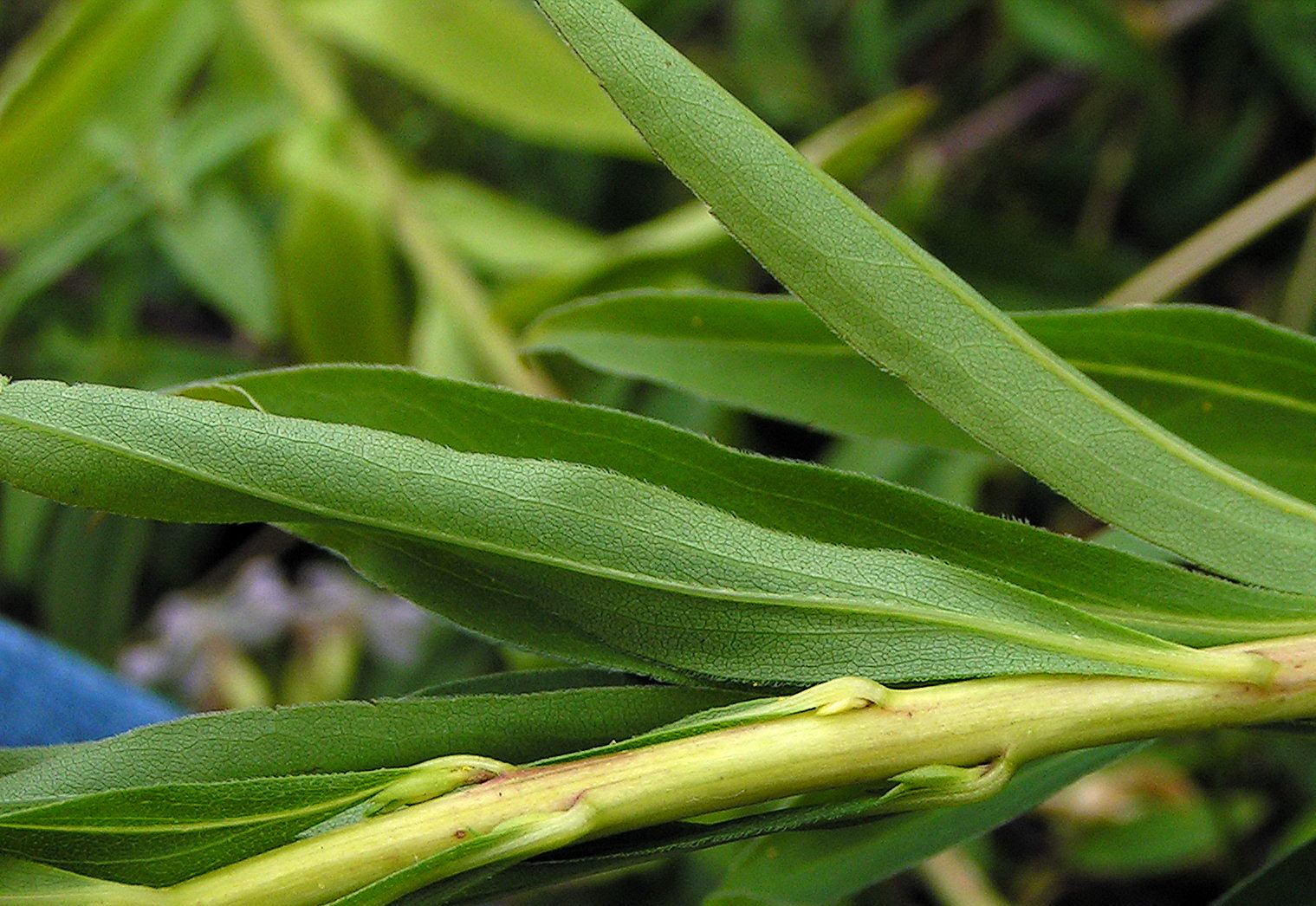
Le foglie

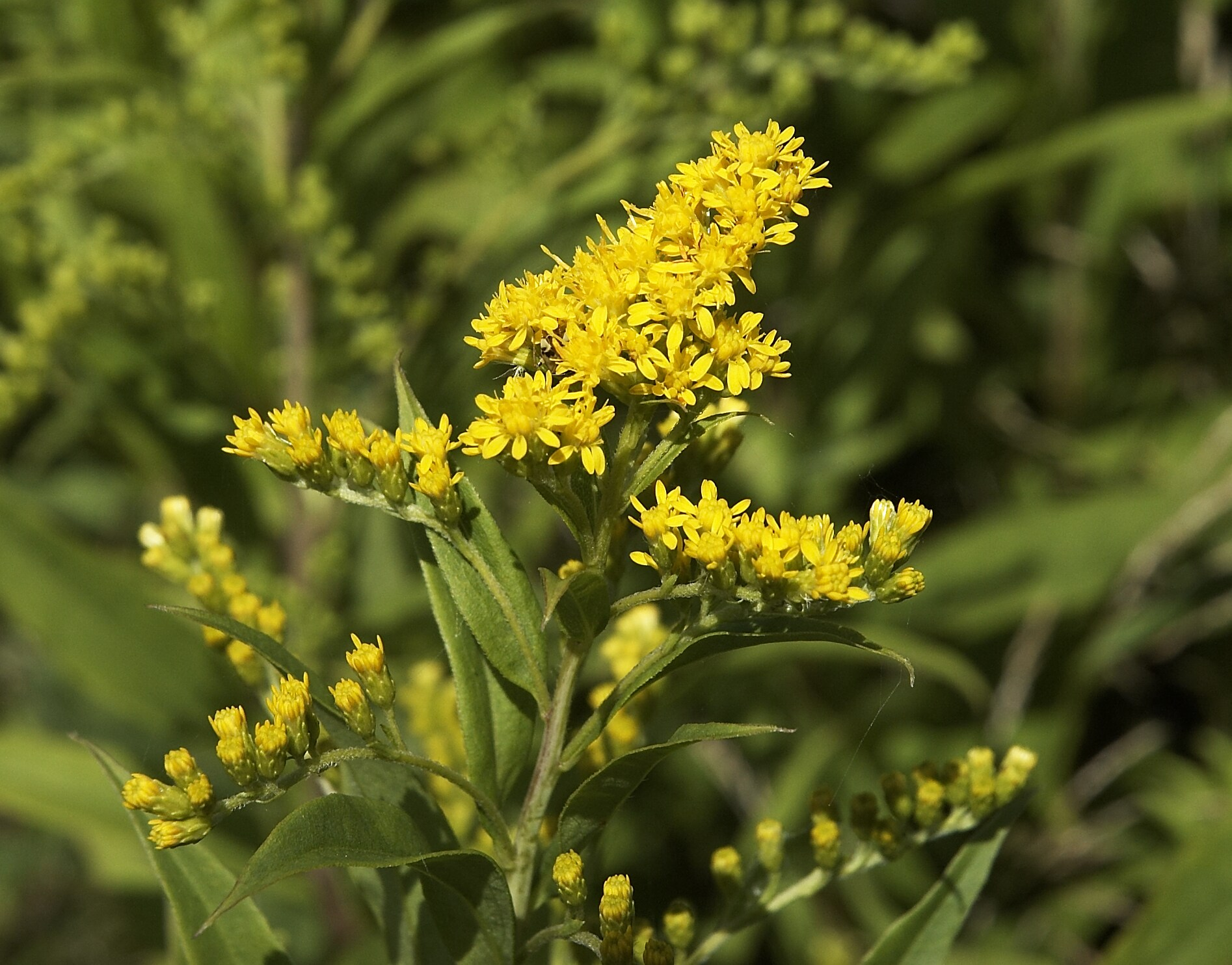
Infiorescenza

Portamento. La specie di questa voce ha un habitus di tipo erbaceo perenne. La forma biologica prevalente è emicriptofita scaposa (H scap), ossia sono piante erbacee perenni con gemme svernanti al livello del suolo e protette dalla lettiera o dalla neve e dotate di un asse fiorale più o meno eretto. Possono trovarsi isolate ma facilmente formano gruppi compatti. Ogni pianta produce da 1 a 20 gambi.
Radici.Le radici sono secondarie da rizoma.
Fusto. Altezza media: 5 - 25 dm.
- Parte ipogea: la parte sotterranea del fusto consiste in un rizoma orizzontale e strisciante.
- Parte epigea: la parte aerea del fusto è eretta, glabra e con l'infiorescenza terminale; è lievemente rossastra.

Foglie. Non sono presenti foglie radicali. La disposizione delle foglie lungo il fusto è alterna. Sono sottili (a forma lanceolato-lineare) con apice acuto e con margini fittamente dentellati e con alcune nervature (tre) in rilievo nella parte inferiore. Entrambe le facce sono glabre; lievemente vellutate sulla faccia inferiore specialmente lungo le nervature.  Le foglie inferiori facilmente appassiscono alla prima fioritura. Dimensione delle foglie: larghezza 1 – 5 cm; lunghezza 8 – 15 cm.
Infiorescenza. Le sinflorescenze sono composte da racemi unilaterali formati ognuno da numerosi capolini (fino a 60), eretti e disposti su rami arcuati e più o meno corimbosi. Le infiorescenze vere e proprie sono composte da un capolino terminale peduncolato di tipo radiato. Alla base dell'infiorescenza possono essere presenti delle bratteole lanceolate. I capolini sono formati da un involucro, con forme da cilindriche a campanulate o turbinate, composto da diverse brattee, al cui interno un ricettacolo fa da base ai fiori di due tipi: fiori del raggio e fiori del disco. Le brattee, con forme oblunghe o campanulate-ristrette, diseguali fra di loro, a consistenza fogliacea, con margini scariosi, con superficie glabra, pelosa o ghiandolosa, sono disposte in modo più o meno embricato e scalato su 3 - 4 serie. Il ricettacolo è nudo ossia senza pagliette a protezione della base dei fiori; la forma è convessa. Dimensione dei capolini: 3 – 6 mm. Lunghezza dell'involucro: 4 mm. Lunghezza del peduncolo: 1,5 – 3 mm.
Fiori.  I fiori sono tetra-ciclici (formati cioè da 4 verticilli: calice – corolla – androceo – gineceo) e pentameri (calice e corolla formati da 5 elementi). Si distinguono in:
- fiori del raggio (esterni): sono da 8 a 15 per capolino, sono femminili e disposti su una serie; la forma è ligulata (zigomorfa);
- fiori del disco (centrali): sono da 7 a 12 con forme brevemente tubulose (attinomorfe); sono ermafroditi;
- dimensioni delle ligule dei fiori femminili: larghezza 0,2 – 0,4 mm; lunghezza 1 – 3 mm; lunghezza della corolla dei fiori interni tubulosi: 3 – 3,5 mm; con lobi terminali di 0,6 – 1 mm.

- Formula fiorale:

*/x K {\displaystyle \infty }, [C (5), A (5)], G 2 (infero), achenio
- Calice: i sepali del calice sono ridotti ad una coroncina di squame.
- Corolla: 
  - fiori del raggio: la forma della corolla alla base è più o meno tubulosa-imbutiforme, mentre all'apice è ligulata (la ligula molto allargata e patente verso l'esterno); questi fiori sono di ¼ più lunghi dei fiori centrali tubulosi; i colori delle corolle sono gialli;
  - fiori del disco: la forma è tubulare bruscamente divaricata in 5 lobi; i lobi, patenti o eretti, hanno una forma più o meno lanceolata; il colore è giallo o giallastro.
- Androceo: l'androceo è formato da 5 stami sorretti da filamenti generalmente liberi; gli stami sono connati e formano un manicotto circondante lo stilo; le teche (produttrici del polline) alla base sono troncate e sono lievemente auricolate (molto raramente sono speronate o hanno una coda); le appendici apicali delle antere hanno delle forme piatte e lanceolate; il tessuto endoteciale (rivestimento interno dell'antera) è quasi sempre polarizzato (con due superfici distinte: una verso l'esterno e una verso l'interno). Il polline è sferico con un diametro medio di circa 25 micron;  è tricolporato (con tre aperture sia di tipo a fessura che tipo isodiametrica o poro) ed è echinato (con punte sporgenti).[10][14]
- Gineceo: l'ovario è infero uniloculare formato da 2 carpelli.[6] Lo stilo (il recettore del polline) è profondamente bifido (con due stigmi divergenti) e con le linee stigmatiche marginali separate.[15] I due bracci dello stilo hanno una forma più o meno lanceolata, acuta o ottusa e possono essere papillosi o ricoperti da ciuffi di peli.
- Antesi: da luglio a settembre.

Frutti. I frutti sono degli acheni con pappo; 
- achenio: gli acheni, con forme affusolate e cilindriche, a volte alquanto compresse, con le estremità assottigliate e superficie glabra o strigosa, hanno 5 - 10 nervature longitudinali; dimensione degli acheni 1,3 – 1,5 mm;
- pappo: il pappo è formato da una serie di 25 - 45 setole barbate persistenti (raramente le serie sono due); dimensione del pappo: 2 – 2,5 mm.

## Biologia
Impollinazione: tramite insetti (impollinazione entomogama tramite farfalle diurne e notturne).

Riproduzione: la fecondazione avviene fondamentalmente tramite l'impollinazione dei fiori.

Dispersione: i semi cadono a terra e vengono dispersi soprattutto da insetti come formiche (disseminazione mirmecoria). Un altro tipo di dispersione è zoocoria: gli uncini delle brattee dell'involucro (se presenti) si agganciano ai peli degli animali di passaggio che portano così i semi anche su lunghe distanze. Inoltre per merito del pappo il vento può trasportare i semi anche per alcuni chilometri (disseminazione anemocora).

## Distribuzione e habitat

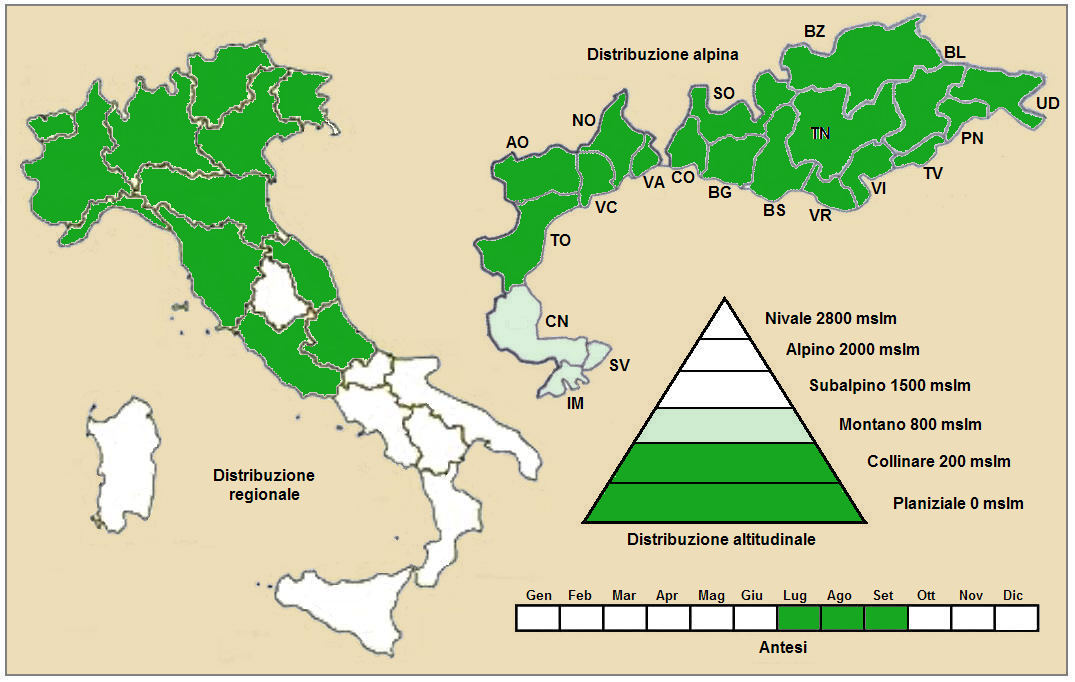
Distribuzione della pianta (Distribuzione regionale – Distribuzione alpina)

Geoelemento: il tipo corologico (area di origine) è Nordamericano meridionale / Circumboreale (ossia importata dal Nord America e quindi naturalizzata).
Distribuzione: in Italia si trova al nord e al centro, ma comunque è sempre una naturalizzata. Si trova comunemente sull'arco alpino (un po' meno nella zona occidentale) sia nella parte italiana che oltre confine (a parte qualche dipartimento francese più meridionale come Alpes-de-Haute-Provence, Alpes-Maritimes e Drôme). Sugli altri rilievi europei si trova ovunque a parte le Alpi Dinariche e i Monti Balcani. È molto comune nel Nord America (area d'origine).
Habitat:  l'habitat tipico di questa pianta sono gli ambienti umidi; ma anche gli ambienti ruderali, i bordi delle strade, le scarpate e i coltivi. Il substrato preferito è sia calcareo che siliceo con pH neutro e medi valori nutrizionali del terreno che deve essere umido.
Distribuzione altitudinale: sui rilievi alpini, in Italia, queste piante si possono trovare fino a 800 m s.l.m.; frequentano quindi i seguenti piani vegetazionali: montano e subalpino (oltre a quello planiziale – a livello del mare).

## Fitosociologia

### Areale alpino
Dal punto di vista fitosociologico alpino la specie di questa voce appartiene alla seguente comunità vegetale:
Formazione: delle comunità delle macro- e megaforbie terrestri
Classe: Filipendulo-Convolvuletea
Ordine: Convolvuletalia
Alleanza: Convolvulion sepium

### Areale italiano
Per l'areale completo italiano la specie di questa voce appartiene alla seguente comunità vegetale:
Macrotipologia: vegetazione erbacea sinantropica, ruderale e megaforbieti
Classe: Filipendulo ulmariae - Convolvuletea sepium Géhu & Géhu-Franck, 1987
Ordine: Calystegietalia sepium Tüxen ex Mucina 1993 nom. mut. propos. Rivas-Martínez, T.E. Díaz, Fernandez-Gonzales, Izco, Loidi, Lousã & Penas, 2002
Alleanza: Calystegion sepium Rivas-Martínez, T.E. Díaz, Fernandez-Gonzales, Izco, Loidi, Lousã & Penas, 2002
Descrizione. L'alleanza Calystegion sepium è relativa alle comunità nitrofile, in ambienti umidi (lungo i corsi d’acqua) ma anche soggetti a periodi di prosciugamento (il tenore salino può essere discreto). La distribuzione di questa alleanza è eurosiberiana e mediterranea; in particolare può essere favorita dal disturbo antropico negli ambienti fluviali o palustri.
Specie presenti nell'associazione: Arundo donax, Arundo micrantha, Epilobium hirsutum, Ballota nigra, Calystegia sepium, Calystegia sylvatica, Aristolochia clematitis, Urtica dioica, Rubus ulmifolius, Rubus caesius, Eupatorium cannabinum, Symphyotrichum lanceolatum, Solidago gigantea, Chenopodium ambrosioides, Alliaria petiolata, Conyza primulifolia, Cynanchum acutum, Ipomoea sagittata, Myosoton aquaticum
Altre alleanze e associazioni per questa specie sono:
- Alnion incanae.

## Sistematica
La famiglia di appartenenza di questa voce (Asteraceae o Compositae, nomen conservandum) probabilmente originaria del Sud America, è la più numerosa del mondo vegetale, comprende oltre 23.000 specie distribuite su 1.535 generi, oppure 22.750 specie e 1.530 generi secondo altre fonti (una delle checklist più aggiornata elenca fino a 1.679 generi). La famiglia attualmente (2021) è divisa in 16 sottofamiglie; la sottofamiglia Asteroideae è una di queste e rappresenta l'evoluzione più recente di tutta la famiglia.
Il genere (essendo abbastanza numeroso) è suddiviso in varie sezioni. La specie di questa voce, tradizionalmente, è inserita (insieme alla specie Solidago canadensis), dal botanico toscano Adriano Fiori, nella sezione UNILATERALES con riferimento alla disposizione e alla dimensione (sono più piccoli) dei capolini lungo i rami dell'infiorescenza.

### Filogenesi
La tribù Astereae (una delle 21 tribù della sottofamiglia Asteroideae) comprende circa 40 sottotribù. In base alle ultime ricerche nella tribù sono stati individuati (provvisoriamente) 5 principali lignaggi. Il genere  Solidago (insieme alla sottotribù Solidagininae ) è incluso nel lignaggio "North American lineage". La sottotribù attualmente è divisa in 6 gruppi informali. Il genere di questa voce appartiene al "Solidago group".
Recenti studi di tipo filogenetico propongono una suddivisione del genere in quattro sottogeneri e varie sezioni e serie. La specie di questa voce ha la seguente collocazione tassonomica:
- Solidago subg. Pleiactila Raf  (sinflorescenze secondarie coniche, corimbiformi o grappoli ascellari).
  - Solidago sect. Unilaterales D. Don  (le foglie inferiore hanno due venature laterali più grandi).
    - Solidago subsect. Serotinae (Rydb.) Semple & J.B. Beck (le rosette basali sono assenti; la pubescenza degli steli varia da glabra a strigosa densamente corta o strigosa-villosa più lunga).

I caratteri distintivi della specie  Solidago gigantea sono:
- il fusto è glabro;
- l'involucro è lungo 4 mm;
- i fiori ligulati sono più lunghi di quelli tubulosi;
- l'altezza massima della pianta è di 5 - 25 dm.

Il numero cromosomico di S. gigantea è: 2n = 18, 36 e 54.

### Variabilità
È una specie poliploide (e quindi variabile) con la caratteristica di formare dei gruppi omogenei di poliploidia. In America è diploide, per lo più a est dei monti Appalachi, mentre è tetraploide in tutta l'area orientale delle foreste centrali, ed esaploide nelle praterie . Questo crea non pochi problemi di classificazione e spesso i vari individui sono scambiati con altre specie simili (Solidago lepida e Solidago leavenworthii).

In Italia sono indicate due varietà (non riconosciute da altre checklist):
- subsp gigantea: presente (ma non con certezza – e comunque sempre naturalizzata) nel Trentino-Alto Adige e Friuli-Venezia Giulia.
- subsp serotina (Kuntze) McNeill: distribuita nelle seguenti regioni: VDA, PIE, LOM, FVG?, EMR, MAR e LAZ.

### Sinonimi
Sono elencati alcuni sinonimi per questa entità:
- Solidago serotina var. dumertorum (Aiton) A.Gray
- Solidago serotina var. gigantea  (Aiton) A.Gray

### Specie simili
In Italia allo stato spontaneo si trovano solamente due altre specie di Solidago oltre alla Verga d'oro maggiore. Si distinguono per i seguenti caratteri:
- Solidago virgaurea L. - Verga d'oro comune: è più bassa, l'infiorescenza è più raccolta e i capolini sono più grandi e in numero minore.
- Solidago canadensis L. - Verga d'oro del Canada: l'infiorescenza si presenta con dei rami più diritti e le foglie sono meno dentellate.

## Usi

### Farmacia
I rizomi contengono il polimero glucidico inulina. Secondo la medicina popolare la Verga d'oro maggiore ha le seguenti proprietà medicamentose:
- astringente (limita la secrezione dei liquidi);
- catartica (proprietà generiche di purificazione dell'organismo);
- diuretica (facilita il rilascio dell'urina);
- febbrifuga  (abbassa la temperatura corporea);
- emostatica (blocca la fuoriuscita del sangue in caso di emorragia).

### Cucina
In alcune zone (America del Nord) i rizomi sono considerati commestibili.
il solidago è una pianta mellifera essendo bottinata dalle api, si può ottenere saltuariamente del miele, spesso uniflorale.

### Giardinaggio
È una pianta a volte usata nel giardinaggio in quanto la fioritura è più tardiva rispetto ad altre specie; la sua altezza e la sua ricca infiorescenza inoltre decorano vivacemente qualunque ambiente.